# Teresa Azpiazu y Paul
Teresa Azpiazu y Paul (Cádiz, 1862-Málaga 1949) fue una profesora y política gaditana conocida por ser la primera mujer concejal del Ayuntamiento de Málaga a partir del año 1924.

## Biografía
Nació en Cádiz y se formó académicamente en Francia. A los 18 años abrió un centro educativo privado y a partir de los 24 se dedicó a la enseñanza pública. En 1901 se trasladó a Málaga tras ganar una plaza de profesora Numeraria de Letras en la Escuela Normal Superior de Maestras en la ciudad, que dirigió entre 1914 y 1926 (cargo que abandonó por motivos de salud). Ganó gran prestigio como docente, siempre en defensa de la formación de las clases más humildes y el papel de la mujer. Dio clases a Victoria Kent, a la que pudo influir en su lucha como mujer.
Aparte de su labor como docente, fue escritora, conferenciante, autora de artículos y promotora de la cultura. En 1916 ingresó en la Sociedad Malagueña de Ciencias, siendo la tercera mujer en hacerlo.
José Gálvez Ginachero le pidió que entrara en política cuando Teresa ya contaba con 62 años y tenía el respeto de la ciudad profesionalmente. Ella aceptó y fue la principal promotora del Instituto Malagueño para Ciegos, Sordomudos y Anormales, que ayudaba sobre todo a niños con discapacidades. Siempre luchó por el derecho a voto de las mujeres y el papel de la mujer en la sociedad.
En 1930 logró la Medalla de Plata al Mérito en el Trabajo. En su honor la Escuela de Magisterio de Málaga pasó a llamarse Escuela de Magisterio Teresa Azpiazu y Paul.